# Meno rojo
El río Meno rojo (en alemán: Roter Main) es un corto río de Alemania, el afluente más importante del río Meno que supera en caudal y longitud al Meno blanco, el otro afluente importante que se considera a veces la fuente del Meno. Con una longitud de 73 km y una altitud media de 283 metros, discurre por la región de la Alta Franconia. Su nombre hace referencia al alto contenido de partículas de arcilla que tiene la fuente donde nace.

## Senderismo
En la región donde el Meno Rojo tiene más presencia, la región de la Suiza Francona es habitual recorrer este río desde la fuente donde nace, hasta la localidad de Kulmbach donde se junta con el otro gran afluente del Main, el Weiße Main, realizando el siguiente recorrido: Rotmainquelle - Creußen–Eimersmühle – Schlehenberg–Eremitage – Bayreuth – Martinsreuth – Altenplos – Grüngraben – Jöslein – Langenstadt – Affalterhof Katschenreuth – Steinenhausen (Kulmbach). 